# Pseudopharus amata
Pseudopharus amata là một loài bướm đêm thuộc phân họ Arctiinae, họ Erebidae.